# Rosario del Tala (kommunhuvudort i Argentina)
Rosario del Tala är en kommunhuvudort i Argentina.   Den ligger i provinsen Entre Ríos, i den centrala delen av landet, 270 km norr om huvudstaden Buenos Aires. Rosario del Tala ligger 39 meter över havet och antalet invånare är 13 807.
Terrängen runt Rosario del Tala är platt, och sluttar österut.
Trakten runt Rosario del Tala består i huvudsak av gräsmarker. Runt Rosario del Tala är det glesbefolkat, med 19 invånare per kvadratkilometer.